# Un giorno per sbaglio
Un giorno per sbaglio (Separate Lies) è un film del 2005 diretto da Julian Fellowes.

## Trama
A prima vista, il matrimonio tra James Manning e Anne sembra perfetto: benestante procuratore noto a livello internazionale lui, brillante e affascinante padrona di casa lei, godono della loro esistenza privilegiata e serena tra Londra e la bella tenuta di campagna nel Buckinghamshire. Ogni preoccupazione è praticamente assente. Durante un tranquillo weekend da ricchi, i coniugi fanno la conoscenza dell'affascinante e aristocratico Bill Bule, appena tornato dall'America, figlio viziato di Lord Rawston. Anne ne resta turbata fino al punto di dare una festa per poterlo incontrare di nuovo. Ma un incidente stradale sconvolgerà quel paradiso rurale e le sue eleganti case georgiane: il marito della donna delle pulizie dei Manning viene ritrovato morto sul ciglio della strada, investito da un'auto che è fuggita senza neanche fermarsi. Dopo poco tempo James inizia a sospettare che il loro vicino possa essere il colpevole dell'omicidio automobilistico e scopre che l'auto misteriosa è proprio quella di Bill Bule. James è intenzionato a fare in modo che la giustizia segua il suo corso, senza guardare in faccia nessuno. Ma sua moglie ha una relazione con quell'uomo e non è detto che fosse lui al volante.